# Monica Staggs
Monica Staggs (24 februari 1970) is een Amerikaans actrice en stuntvrouw.
Tijdens haar studie werd Staggs de stuntdubbel van de hoofdpersoon in een film. Ze kreeg de smaak te pakken en verhuisde naar Los Angeles. Sindsdien verrichtte ze stunts in meer dan 70 films. Daarnaast speelt ze sinds 1998 ook (doorgaans kleine) rolletjes waarin ze niet als dubbel fungeert.

## Filmografie
*Als stuntvrouw
- Miss March (2009)
- Skip Tracer (2008, televisiefilm)
- War Eagle, Arkansas (2007)
- Slipstream (2007)
- Penny Dreadful (2006)
- Seraphim Falls (2006)
- Love Wrecked (2005)
- Sky High (2005)
- Sky Captain and the World of Tomorrow (2004)
- Crash (2004)
- The Eavesdropper (2004)
- Starship Troopers 2: Hero of the Federation (2004)
- Kill Bill: Vol. 2 (2004)
- Out for Blood (2004)
- D.E.B.S. (2004)
- Employee of the Month (2004)
- Looney Tunes: Back in Action (2003)
- Kill Bill: Vol. 1 (2003)
- This Girl's Life (2003)
- Hollywood Homicide (2003)
- The Italian Job (2003)
- I Witness (2003)
- Tears of the Sun (2003)
- Cradle 2 the Grave (2003)
- Net Games (2003)
- Red Dragon (2002)
- White Oleander (2002)
- S1m0ne (2002)
- Bug (2002)
- John Q (2002)
- Gale Force (2002)
- Pumpkin (2002)
- Comic Book Villains (2002)
- Beethoven's 4th (2001)
- The Glass House (2001)
- Joy Ride (2001)
- Swordfish (2001)
- Someone Like You... (2001)
- Tomcats (2001)
- Knight Club (2001)
- Slammed (2001)
- Charlie's Angels (2000)
- Teacher's Pet (2000)
- Four Dogs Playing Poker (2000)
- The Flintstones in Viva Rock Vegas (2000)
- Whatever It Takes (2000)
- This Is How the World Ends (2000, televisiefilm)
- Falling Like This (2000)
- Millennium Man (1999, televisiefilm)
- Facade (1999)
- Austin Powers: The Spy Who Shagged Me (1999)
- The Mao Game (1999)
- Angel's Dance (1999)
- The Darwin Conspiracy (1999, televisiefilm)
- The Settlement (1999)
- S-Club Seven (1999)
- Star Trek: Insurrection (1998)
- Lanai-Loa (1998)
- The Killing Grounds (1998)
- Watchers Reborn (1998)
- Shelter (1998)
- Martian Law (1998, televisiefilm)
- Devil in the Flesh (1998)
- House of Frankenstein (1997, televisiefilm)
- Executive Power (1997)
- Black Scorpion (1995, televisiefilm)

*Als actrice
- Vroom-Vroom! (2009)
- Death Proof (2007)
- Sorority Boys (2002)
- Slammed (2001)
- This Is How the World Ends (2000, televisiefilm)
- Falling Like This (2000)
- The Settlement (1999)
- Species II (1998)